# Magyarország erősödik
Magyarország erősödik a harmadik Orbán-kormány társadalmi célúnak nevezett kampánya.
Varju László 2015-ben rákérdezett Semjén Zsoltnál a Magyarország erősödik kampány költségeire. Semjén Zsolt válaszában elmondta, hogy a kreatív tervezés 2014. december 17. és 2015. január 31. között 20,2 millió forintba (+ÁFA) került, míg a médiavásárlás 374,2 millió forintba (+ÁFA) került.
A Magyarország erősödik kampány keretében az alábbi állítások kerültek ismertetésre 2016. december 15-től:
- nő a családi adókedvezmény,
- nő az orvosok, ápolók és tanárok bére,
- növekszik a gazdaság,
- ingyenes étkezés 318 ezer gyermeknek,
- 25%-kal nő a szakmunkás minimálbér,
- 10 millió forint otthonteremtésre,
- csökken az internet áfája,
- sok százezer új munkahely.